# Anoectochilus falconis
Anoectochilus falconis är en orkidéart som beskrevs av Paul Ormerod. Anoectochilus falconis ingår i släktet Anoectochilus och familjen orkidéer. Inga underarter finns listade i Catalogue of Life.